# Максимівка (Синельниківський район)
Максимівка (до 1 квітня 2016 — О́ктябрське) — село в Україні, у Зайцівській сільській територіальній громаді Синельниківського району Дніпропетровської області. Входить до складу . Населення за переписом 2001 року становить 246 осіб.

## Історія
За радянських часів і до 2016 року село носило назву Октябрське.
До 2017 року орган місцевого самоврядування — Майська сільська рада.
12 червня 2020 року, відповідно до розпорядження Кабінету Міністрів України № 709-р від «Про визначення адміністративних центрів та затвердження територій територіальних громад Дніпропетровської області», увійшло до складу Зайцівської сільської громади.
19 липня 2020 року, в результаті адміністративно-територіальної реформи та ліквідації   Синельниківського (1923—2020) району, село увійшло до складу новоутвореного Синельниківського району.

## Населення

### Мова
Розподіл населення за рідною мовою за даними перепису 2001 року:
| Мова       | Кількість | Відсоток |
| ---------- | --------- | -------- |
| українська | 202       | 82.11%   |
| російська  | 40        | 16.26%   |
| вірменська | 4         | 1.63%    |
| Усього     | 246       | 100%     |

## Географія
Село Максимівка знаходиться на правому березі пересихаючої річки Березнегувата, у якої є права притока річки - ставок Березнегуватий, який знаходиться у селі. Поряд з селом проходить автомобільна дорога Т 0426, на півдні від села на відстані 4,1 км розташоване село Майське, на півночі на відстані 3,0 км розташоване село Лиманське.

## Інтернет-посилання
- Погода в селі Максимівка [Архівовано 7 червня 2016 у Wayback Machine.]